# KazMunayGas
KazMunayGas (KMG) (kasachisch ҚазМұнайГаз, deutsche Transkription QasMunaiGas; russisch КазМунайГаз) ist ein Unternehmen aus Kasachstan mit Sitz in Astana. Es ist an der Kasachischen Börse gelistet. 100 Prozent der Aktienanteile sind im Besitz des kasachischen Staatsunternehmens Samruk-Kazyna. Nach Unternehmensangaben sind rund 70.000 Mitarbeiter bei KMG beschäftigt. Der Umsatz des Mineralölunternehmens betrug im Geschäftsjahr 2019 rund acht Billionen Tenge.

## Geschichte

Neuer Hauptsitz von KMG in der kasachischen Hauptstadt Astana

Das Unternehmen wurde am 20. Februar 2002 auf Beschluss des kasachischen Präsidenten Nursultan Nasarbajew gegründet. Es entstand durch die Fusion der beiden Staatsunternehmen National oil and gas company Kazakhoil und NC Transport of Oil and Gas. Zunächst förderte das staatseigene Unternehmen nach Vereinbarungen mit dem Nachbarstaat Russland im Norden des Kaspischen Meeres. Nach weiteren Vereinbarungen mit Russland und der Volksrepublik China wurde der Bau von Pipelines vorangetrieben.
Im August 2007 erwarb das Unternehmen 75 Prozent der Anteile am rumänischen Erdöllieferanten Rompetrol für rund 3,6 Milliarden Dollar.
Ende 2009 erwarb das Unternehmen zusammen mit der China National Petroleum Corporation 100 Prozent der Anteile am kasachischen Mineralölunternehmen Mangghystaumunaigas.
Bei Demonstrationen von Arbeitern des Ölfelds in Schangaösen für bessere Arbeitsbedingungen kam es am 16. Dezember 2011 zum Schangaösen-Massaker, bei dem mindestens 14 Menschen getötet wurden.

## Unternehmensstruktur

### Tochterunternehmen
Zum Konzern KazMunayGas gehören in der Mineralölbranche die Unternehmen KazTransOil, KazTransGas und KazRosGas. Das Tochterunternehmen KazMunayGas Exploration Production ist das größte börsennotierte Unternehmen Kasachstans; es ist im KASE Index gelistet.
Das Schifffahrtsunternehmen Kazmortransflot gehört ebenfalls zu KMG. KazMunayTengiz ist das Unternehmen, das am Kaspischen Meer und am Aralsee aktiv ist. Das Telekommunikationsunternehmen KazTransCom ist auch im Besitz von KazMunayGas. Die Produkte des Konzerns werden durch den Tankstellenbetreiber KazMunayGas Önimderi vertrieben.

### Anteilseigner
Anteilseigner von KazMunayGas:
| Anteil [%] | Anteilseigner                       |
| ---------- | ----------------------------------- |
| 87,42      | Sovereign Wealth Fund Samruk-Kazyna |
| 9,58       | Kasachische Nationalbank            |

### Unternehmensführung
Vorstandsvorsitzende von KazMunayGas seit 2002:
| Name                  | Zeitraum  |
| --------------------- | --------- |
| Lässat Qiynow         | 2002–2003 |
| Usaqbai Qarabalin     | 2003–2008 |
| Serik Bürkitbajew     | 2008      |
| Qajyrgeldi Qabyldin   | 2008–2011 |
| Bolat Aqscholaqow     | 2011      |
| Lässat Qiynow         | 2011–2013 |
| Sauat Myngbajew       | 2013–2018 |
| Alik Aidarbajew       | 2018–2022 |
| Maghsum Myrsaghalijew | seit 2022 |

## Projekte
Das größte Projekt des Unternehmens ist das erst im Jahr 2000 entdeckte Ölfeld Kaschagan nahe Atyrau. Mit der Förderung von Öl soll zwischen 2012 und 2014 begonnen werden. An diesem Projekt sind neben KazMunayGas (Anteil: 16,81 %) auch internationale Konzerne beteiligt. Zu ihnen gehören Eni (Anteil: 16,81 %), Royal Dutch Shell (Anteil: 16,81 %), Total (Anteil: 16,81 %), ConocoPhillips (Anteil: 8,4 %) und INPEX (Anteil: 7,56 %). Weitere große Projekte sind die Ölfelder Tengiz und Karatschaganak. Daneben unterhält KazMunayGas mehrere kleinere Öl- und Gasfelder am Kaspischen Meer und am kasachischen Festland.